# Oulad Mkoudou
Oulad Mkoudou (franska: Oulad Mkoudou (CR), Oulad Mkoudou (Commune Rurale), arabiska: العنوصر) är en kommun i Marocko.   Den ligger i provinsen Sefrou och regionen Fès-Meknès, i den nordöstra delen av landet, 220 km öster om huvudstaden Rabat. Antalet invånare är 7 821.